# Рут Браун
Рут Алстон Браун, девојачко Вестон, (енгл. Ruth Alston Brown née Weston; Портсмут, 12. јануар 1928 – Хендерсон, 17. новембар 2006) била је америчка певачица, глумица и текстописац, позната као „краљица R&B-ја“. Била је позната по томе што је у поп музици убацила елементе R&B музике што је довело до њених бројних хитова из 1950-их као што су So Long, Teardrops from My Eyes и (Mama) He Treats Your Daughter Mean, за продуцентску кућу Атлантик рекордс. За овај њен допринос Атлантику, он постаје познат као „кућа коју је Рут изградила“ (алудирајући на популарни надимак старог Јенки стадиона).
Након обнове, која је почела средином 1970-их година а свој врхунац достигла током 1980-их година, Рут Браун је користила свој утицај у новинама да скрене пажњу на музичка права у погледу хонорара и уговора, њени напори су резултирали стварањем Ритам и блуз фондације. Њен наступ у бродвејском мјузиклу Black and Blue јој је донео награду Тони и Греми за најбољи саундтрек 1989. године.

## Младост
Рут Браун је рођена 12. јануара 1928. године у Портсмуту у Вирџинији, САД. Била је најстарија од седморо браћа и сестара. Похађала је приватну средњу школу I.C. Norcom High School у родном Портсмуту. Њен отац је био лучни радник. Он је такође био предводник локалног црквеног хора, али млада Рут више склоности показује према певању у United Service organizations и ноћним клубовима. Била је инспирисана певачицама као што су Сара Вон, Били Холидеј и Дина Вашингтон.
Са својих 17 година, 1945. године, Рут бежи из своје куће у Портсмуту заједно са трубачем Џимијем Брауном, за кога се ускоро удала и са киме је наступала по баровима и клубовима. Она онда проводи месец наступавши са оркестром Лакија Милиндера.

## Каријера
Бланш Каловеј, сестра Кеба Каловеја, која је такође била фронтмен групе као и њен брат, организовала је концерт посвећен Рут Браун у познатом ноћном клубу Crystal Caverns у Вашингтону, и ускоро постаје Рутина менаџерка. Вилис Коновер, будући диск-џокеј Гласа Америке, испратио је наступ Рут Браун са Дјуком Елингтоном препоручивши је Атлантик рекордсу који је био под управом Ахмета Ертегуна и Херба Абрамсона. Рут није била у могућности да дође на унапред заказани наступ због саобраћајне несреће која је резултирала деветомесечни останак у болници. Потписала је уговор са Атлантик рекордсом у болничком кревету.
Године 1948, Ертегун и Абрамсон се одвозе из Њујорка у Вашингтон како би чули Рутино певање. Иако је њен репертоар углавном био заснован на певању популарних балада, Ертегун је убеђује да се окрене R&B-ју.
У њеном првом наступу након несреће, 1949. године, представља песму So Long, која постаје хит. За њом је уследила песма Teardrops from My Eyes 1950. године. Песму Teardrops from My Eyes, касније испостављајући се њен главни и препознатљиви хит, написао је текстописац Руди Томбс. Снимано од стране Атлантик рекордса септембра 1950. године у Њујорку, Teardrops from My Eyes постаје Билбордов „број један R&B хит“, са једанаестонедељном останку на тој позицији. Овим хитом је зарадила препознатљиви надимак „мис ритма“ (енгл. Miss Rhythm), и у року од неколико месеци, она постаје призната „краљица R&B-ја“.
Након хита Teardrops from My Eyes уследили су хитови I'll Wait for You (1951), I Know (1951), 5-10-15 Hours (1953), (Mama) He Treats Your Daughter Mean (1953), Oh What a Dream (1954), Mambo Baby (1954) и Don't Deceive Me (1960), у сарадњи са Rhythm makers. Између 1949. и 1955. године, њене песме су се укупно одржале 149 недеља на R&B листи укључујући шеснаест недеља у топ десет и пет пута на позицији број један. Рут Браун је играла много плесова расне сагрегације на југу Сједињених Држава, где је често правила турнеје и била изузетно популарна. Потврдила је речи једног писца који је изјавио да „је на југу Рут Браун познатија од кока-коле“.
Њен први поп хит постаје Lucky Lips, написаног од стране Џерија Лајбера и Мајка Столера а снимљеног 1957. године. Сингл је био доспео на позицију број 6 на R&B листи и број 25 на америчкој поп листи. Након Lucky Lips, 1958. године избацује сингл This Little Girl's Gone Rockin' којег су написали Боби Дарин и Ман Кертис. Сингл је доспео на позицију број 7 на R&B листи и број 24 на поп листи.
Њени будући хитови I Don't Know из 1959. године и Don't Deceive Me из 1960. године такође су постигли бољи успех на R&B листи него на поп листи.

## Каснији живот
Током 1960-их година, Рут нестаје из јавног живота живећи као домаћица и мајка. Вратила се у свет музике 1975. године на инсистирање комичара Ред Фокса, за којим је уследила хумористичка серија у којој се Рут први пут опробала као глумица. Они глуме у ситкомима Hello, Larry, филм Hairspray Џона Вотерса, и бродвејске продукције Amen Corner и Black and Blue. Касније, 1989. године, добија награду Тони за најбољу глумицу у мјузиклу.
Рут Браун се борила за права музичара и надокнада оснивајући 1987. године Ритам и блуз фондацију. Била је добитница првог издања награде Pioneer Award 1989. године. Такође је примљена у Оклахомину џез кућу славних 1992. године и Рокенрол кућу славних годину дана касније, 1993. године.
Рут Браун је снимала и певала са R&B певачем Чарлсом Брауном. Такође је ишла на турнеју са Бонијем Рајтом крајем 1990-их година. Њена аутобиографија Miss Rhythm из 1995. године је освојила награду Глесон за музичко новинарство. Такође се појавила у уживо DVD-ју Road Tested Бонија Рајта 1995. године певајући песму Never Make Your Move Too Soon. Била је номинована за још један Греми у традиционалној блуз категорији за њен албум из 1997. године R + B = Ruth Brown.
Била је водитељка радијског програма BlueStage, одржавајући више од 200 NPR филијала, за шест година, почевши од 1989. године.
Рут Браун је и у својој 78-ој години ишла на турнеје. Учествовала је у постпродукцији филма Денија Гловера, Honeyripped, који није успела да доврши до краја, али је снимила песму Things About Comin' My Way који је постхумно објављен као саундтрек CD-а. Последњи њен интервју је имала у августу 2006. године.

## Смрт
Рут Браун је преминула у регионалној болници Лас Вегаса, у месту Хендерсон, 17. новембра 2006. године, услед компликација узрокованих срчаним ударом, а пре њега инфрактом, који је претрпела на хирургији прошлог месеца. У тренутку смрти била је стара 78 година. Меморијални концерт у њену част одржан је 22. јануара 2007. године у Абисинској баптистичкој цркви у Харлему, у савезној држави Њујорку, САД.
Сахрањена је у Рузвелтовом меморијалном парку у Чесепику, у савезној држави Вирџинија, САД.

## Дискографија

### Албуми
- 1957: Ruth Brown (Atlantic)
- 1959: Miss Rhythm (Atlantic)
- 1959: Late Date with Ruth Brown (Atlantic)
- 1962: Along Comes Ruth (Phillips)
- 1962: Gospel Time (Philips)
- 1964: Ruth Brown '65 (Mainstream), re-released as Softly
- 1968: The Big Band Sound of Thad Jones/Mel Lewis Featuring Miss Ruth Brown (Solid State)
- 1969: Black Is Brown and Brown Is Beautiful (Skye)
- 1972: The Real Ruth Brown (Cobblestone)
- 1978: You Don't Know Me (Dobre Records DR1041, 1978)
- 1989: Blues on Broadway (Fantasy)
- 1991: Fine and Mellow (Fantasy)
- 1993: The Songs of My Life (Fantasy)
- 1997: R + B = Ruth Brown (Bullseye Blues)
- 1999: A Good Day for the Blues (Bullseye Blues)

### Компилације
- 2006: Rockin' in Rhythm: The Best of Ruth Brown (Atlantic/Rhino)
- 2006: Jukebox Hits (Acrobat)
- 2007: The Definitive Soul Collection (2 CDs, Atlantic/Rhino)
- 2015: The Very Best of Ruth Brown (2 CDs, One Day Music)

### Синглови
| Година | Titles (A-side, B-side) Both sides from same album except where indicated                                   | Позиција на топ листама | Позиција на топ листама | Албум                                 |
| Година | Titles (A-side, B-side) Both sides from same album except where indicated                                   | US R&B                  | US Pop                  | Албум                                 |
| ------ | --- | ----------------------- | ----------------------- | ------------------------------------- |
| 1949   | "So Long" b/w "It's Raining" (non-album track)                                                              | 4                       | —                       | Rock & Roll                           |
| 1949   | "I'll Get Along Somehow" (Part 1) b/w Part 2                                                                | —                       | —                       | Non-album tracks                      |
| 1950   | "Happiness Is a Thing Called Joe" b/w "Love Me Baby"                                                        | —                       | —                       | Non-album tracks                      |
| 1950   | "Why" b/w "(I'll Come Back) Someday"                                                                        | —                       | —                       | Non-album tracks                      |
| 1950   | "Sentimental Journey" b/w "I Can Dream Can't I" (from Late Date with Ruth Brown)                            | —                       | —                       | Rock & Roll                           |
| 1950   | The two preceding singles are with the Delta Rhythm Boys.                                                   |                         |                         |                                       |
| 1950   | "Where Can I Go" b/w "Dear Little Boy of Mine"                                                              | —                       | —                       | Non-album tracks                      |
| 1950   | "Teardrops from My Eyes" b/w "Am I Making the Same Mistake Again" (non-album track)                         | 1                       | —                       | Rock & Roll                           |
| 1951   | "I'll Wait for You" b/w "Standing on the Corner"                                                            | 3                       | —                       | Non-album tracks                      |
| 1951   | "I Know" b/w "Don't Want Nobody (If I Can't Have You)"                                                      | 7                       | —                       | Non-album tracks                      |
| 1951   | "Shine On (Big Bright Moon)" b/w "Without My Love" (non-album track)                                        | —                       | —                       | The Best of Ruth Brown                |
| 1952   | "5-10-15 Hours" b/w "Be Anything (But Be Mine)" (non-album track)                                           | 1                       | —                       | Rock & Roll                           |
| 1952   | "Daddy Daddy" b/w "Have a Good Time" (non-album track)                                                      | 3                       | —                       | Rock & Roll                           |
| 1952   | "Good for Nothing Joe" b/w "Three Letters"                                                                  | —                       | —                       | Non-album tracks                      |
| 1953   | "(Mama) He Treats Your Daughter Mean" b/w "R.B. Blues" (non-album track)                                    | 1                       | 23                      | Rock & Roll                           |
| 1953   | "Wild, Wild Young Men" /                                                                                    | 3                       | —                       | Rock & Roll                           |
| 1953   | "Mend Your Ways"                                                                                            | 7                       | —                       | Non-album tracks                      |
| 1953   | "The Tears Keep Tumblng Down" b/w "I Would If I Could"                                                      | —                       | —                       | Non-album tracks                      |
| 1954   | "Love Contest" b/w "If You Don't Want Me"                                                                   | —                       | —                       | Non-album tracks                      |
| 1954   | "Sentimental Journey" b/w "It's All in Your Mind" (both sides with the Delta Rhythm Boys)                   | —                       | —                       | Non-album tracks                      |
| 1954   | "Hello Little Boy" b/w "If I Had Any Sense"                                                                 | —                       | —                       | Non-album tracks                      |
| 1954   | "Oh What a Dream" b/w "Please Don't Freeze" (from The Best of Ruth Brown)                                   | 1                       | —                       | Rock & Roll                           |
| 1954   | "Mambo Baby" b/w "Somebody Touched Me" (from Miss Rhythm)                                                   | 1                       | —                       | Rock & Roll                           |
| 1955   | "As Long As I'm Moving" /                                                                                   | 4                       | —                       | Rock & Roll                           |
| 1955   | "I Can See Everybody's Baby"                                                                                | 7                       | —                       | Miss Rhythm                           |
| 1955   | "Bye Bye Young Men" b/w "Ever Since My Baby's Been Gone" (non-album track)                                  | 13                      | —                       | The Best of Ruth Brown                |
| 1955   | The preceding five singles are with the Rhythmakers (the Drifters).                                         |                         |                         |                                       |
| 1955   | "It's Love Baby (24 Hours a Day)" b/w "What'd I Say" (non-album track)                                      | 4                       | —                       | Rock & Roll                           |
| 1955   | "Love Has Joined Us Together" b/w "I Gotta Have You" (both sides with Clyde McPhatter)                      | 8                       | —                       | Non-album tracks                      |
| 1956   | "I Want to Do More" b/w "Old Man River" (from Rock & Roll) (both sides with the Rhythmakers [the Drifters]) | 3                       | —                       | Non-album tracks                      |
| 1956   | "Sweet Baby of Mine" b/w "I'm Getting Right"                                                                | 10                      | —                       | Non-album tracks                      |
| 1956   | "Mom Oh Mom" b/w "I Want to Be Loved"                                                                       | —                       | —                       | Non-album tracks                      |
| 1956   | "I Still Love You" b/w "Smooth Operator"                                                                    | —                       | —                       | Non-album tracks                      |
| 1957   | "Lucky Lips" b/w "My Heart Is Breaking Over You" (non-album track)                                          | 6                       | 25                      | Rock & Roll                           |
| 1957   | "One More Time" b/w "When I Get You Baby"                                                                   | —                       | —                       | Miss Rhythm                           |
| 1957   | "Show Me" b/w "I Hope We Meet"                                                                              | —                       | —                       | Miss Rhythm                           |
| 1957   | "A New Love" b/w "Look Me Up"                                                                               | —                       | —                       | Non-album tracks                      |
| 1958   | "Just Too Much b/w "Book of Lies"                                                                           | —                       | —                       | Miss Rhythm                           |
| 1958   | "This Little Girl's Gone Rockin'" /                                                                         | 7                       | 24                      | Miss Rhythm                           |
| 1958   | "Why Me" | 17                      | —                       | Miss Rhythm                           |
| 1958   | "(Mama) He Treats Your Daughter Mean" b/w "I'll Step Aside" (non-album track)                               | —                       | —                       | Rock & Roll                           |
| 1958   | "5-10-15 Hours" b/w "Itty Bitty Girl" (non-album track)                                                     | —                       | —                       | Rock & Roll                           |
| 1959   | "I Don't Know" b/w "Papa Daddy" (non-album track)                                                           | 5                       | 64                      | The Best of Ruth Brown                |
| 1959   | "Jack'O Diamonds" b/w "I Can't Hear a Word You Say"                                                         | 23                      | 96                      | Miss Rhythm                           |
| 1959   | "Don't Deceive Me" small>b/w "I Burned Your Letter"                                                         | 10                      | 62                      | Non-album tracks                      |
| 1959   | "What I Wouldn't Give" b/w "The Door Is Still Open"                                                         | —                       | —                       | Non-album tracks                      |
| 1960   | "Taking Care of Business" b/w "Honey Boy" (non-album track)                                                 | —                       | —                       | The Best of Ruth Brown                |
| 1960   | "Sure 'Nuff" b/w "Here He Comes"                                                                            | —                       | —                       | Non-album tracks                      |
| 1961   | "Anyone But You" b/w "It Tears Me All to Pieces"                                                            | —                       | —                       | Non-album tracks                      |
| 1961   | "Walkin' and Talkin'" b/w "Hoopa-Loopa-Doopa" (shown as by "Venus")                                         | —                       | —                       | Non-album tracks                      |
| 1962   | "Shake a Hand" b/w "Say It Again" (non-album track)                                                         | —                       | 97                      | Along Comes Ruth                      |
| 1962   | "Mama, He Treats Your Daughter Mean" b/w "Hold My Hand" (non-album track)                                   | —                       | 99                      | Along Comes Ruth                      |
| 1962   | "He Tells Me with His Eyes" b/w "If You Don't Tell Nobody"                                                  | —                       | —                       | Non-album tracks                      |
| 1963   | "Secret Love" b/w "Time After Time"                                                                         | —                       | —                       | Non-album tracks                      |
| 1964   | "What Happened to You" b/w "Yes Sir That's My Baby"                                                         | —                       | —                       | Non-album tracks                      |
| 1964   | "I Love Him and I Know It" b/w "Come a Little Closer"                                                       | —                       | —                       | Non-album tracks                      |
| 1964   | "Hurry On Down" b/w "On the Good Ship Lollipop"                                                             | —                       | —                       | '65                                   |
| 1968   | "You're a Stone Groovy Thing" b/w "Someday (I Know, I Know)                                                 | —                       | —                       | Non-album tracks                      |
| 1969   | "Yesterday" b/w "Try Me and See"                                                                            | —                       | —                       | Black Is Brown and Brown Is Beautiful |
| 1989   | "If I Can't Sell It, I'll Keep Sittin' on It" b/w "Good Morning Heartache"                                  | —                       | —                       | Blues on Broadway                     |